# Сырдарьинская область (Российская империя)
Сырдарьи́нская о́бласть — до 1 (14) сентября 1917 года административная единица в Российской империи, входившая в состав Туркестанского генерал-губернаторства (Туркестанского края). Административный центр — город Ташкент. Основана 11 (23) июля 1867 года; тогда же учреждено и областное правление.
30 апреля 1918 года область стала частью Туркестанской АССР (РСФСР). В октябре 1920 года территория Амударьинского отдела выделена в самостоятельную Амударьинскую область. 27 октября 1924 года в результате национально-территориального размежевания большая часть Сырдарьинской области передана в состав Киргизской АССР (с 1925 года Казакская АССР) в качестве Сырдарьинской губернии, оставшаяся небольшая часть (Ташкентский уезд) — в состав вновь образованной Узбекской ССР, а Таласская долина — в состав Каракиргизской автономной области (с 1925 года Киргизская автономная область). 29 января 1925 года образована Ташкентская область в составе Узбекской ССР из части Сырдарьинской области. 17 января 1928 года с введением окружного деления Казакской АССР Сырдарьинская губерния перестала существовать.

## География
Область занимала северо-западную часть Туркестанского края.
Граничила: на севере — с Тургайской и Акмолинской областями, на востоке — с Семиреченской областью, на юге — с Ферганской и Самаркандской областями и с Бухарой, на юго-западе — с Хивинскими владениями, на западе — с Аральским морем. Имела вид четырёхугольника, растянутого по долготе.
Площадь 504 700 км² (443 442 кв. вёрст). Наибольшее протяжение области по долготе — около 1173 км (1100 вёрст), по ширине около — 747 км (700 вёрст).
Сыр-Дарьинская область занимала около 70 % всей площади Туркестанского края и около 25 % Туркестанского генерал-губернаторства.

## Органы власти

### Административное деление
Первоначально область делилась на 8 уездов: Аулие-Атинский, Джизакский, Казалинский, Перовский, Ташкентский, Туркестанский, Ходжентский и Чимкентский. В 1868 году Ташкентский уезд был переименован в Кураминский (в 1887 переименован обратно), а Туркестанский уезд упразднён. В 1886 году Джизакский и Ходжентский уезды были переданы Самаркандской области, а в состав Сырдарьинской области включён Амударьинский отдел.

Карта административного деления Сырдарьинской области

В начале XX века область делилась на 5 уездов и отдел:
| № | Уезд                | Уездный город                    | Герб уездного города | Площадь, вёрст² | Население (1897), чел. |
| - | ------------------- | -------------------------------- | -------------------- | --------------- | ---------------------- |
| 1 | Аулиеатинский       | Аулие-Ата (11 722 чел.)          |                      | 65 420,0        | 276 169                |
| 2 | Казалинский         | Казалинск (7 585 чел.)           |                      | 59 800,0        | 140 541                |
| 3 | Перовский           | Перовск (5 058 чел.)             |                      | 65 840,0        | 133 663                |
| 4 | Ташкентский         | Ташкент (155 673 чел.)           |                      | 38 870,0        | 448 493                |
| 5 | Чимкентский         | Чимкент (11 194 чел.)            |                      | 124 950,0       | 285 059                |
| 6 | Амударьинский отдел | Петро-Александровск (3 111 чел.) |                      | 97 960,0        | 194 473                |

Заштатные города Сырдарьинской области на 1903 год
| № | Заштатный город | Население (1897) | Герб заштатного города | Входит в         | Население (1897), чел. |
| - | --------------- | ---------------- | ---------------------- | ---------------- | ---------------------- |
| 1 | Туркестан       | 11 253 чел.      |                        | Чимкентский уезд |                        |

В 1920 году Амударьинский отдел был преобразован в самостоятельную Амударьинскую область.

### Военные губернаторы
| Ф. И. О.                     | Титул, чин, звание | Время замещения должности |
| ---------------------------- | ------------------ | ------------------------- |
| Головачёв Николай Никитич    | генерал-лейтенант  | 14.07.1867—02.06.1877     |
| Троцкий Виталий Николаевич   | генерал-лейтенант  | 05.05.1878—1883           |
| Гродеков Николай Иванович    | генерал-лейтенант  | 02.06.1883—12.06.1892     |
| Корольков Николай Иванович   | генерал-лейтенант  | 30.07.1892—28.06.1905     |
| Федотов Иван Иванович        | генерал-лейтенант  | 28.06.1905—17.08.1906     |
| Романов Михаил Яковлевич     | генерал-лейтенант  | 17.08.1906—01.02.1911     |
| Галкин Александр Семёнович   | генерал-лейтенант  | 01.02.1911—29.08.1916     |
| Мадритов Александр Семёнович | генерал-лейтенант  | 29.08.1916—1917           |

### Помощники военного губернатора
| Ф. И. О.                           | Титул, чин, звание               | Время замещения должности |
| ---------------------------------- | -------------------------------- | ------------------------- |
| Дингельштедт Николай Александрович | действительный статский советник | 14.01.1884—04.11.1890     |
| Хомутов Пётр Иванович              | действительный статский советник | 14.11.1890                |

## Символика
Герб Сырдарьинской области утвержден 5 июля 1878 года (закон № 58684) — «В золотом щите, лазуревый волнообразный пояс, сопровождаемый, вверху и внизу, двумя зелёными, опрокинутыми, виноградными листьями. Щит украшен Древнею Царскою короною и окружен золотыми дубовыми листьями, соединенными Александровскою лентою».

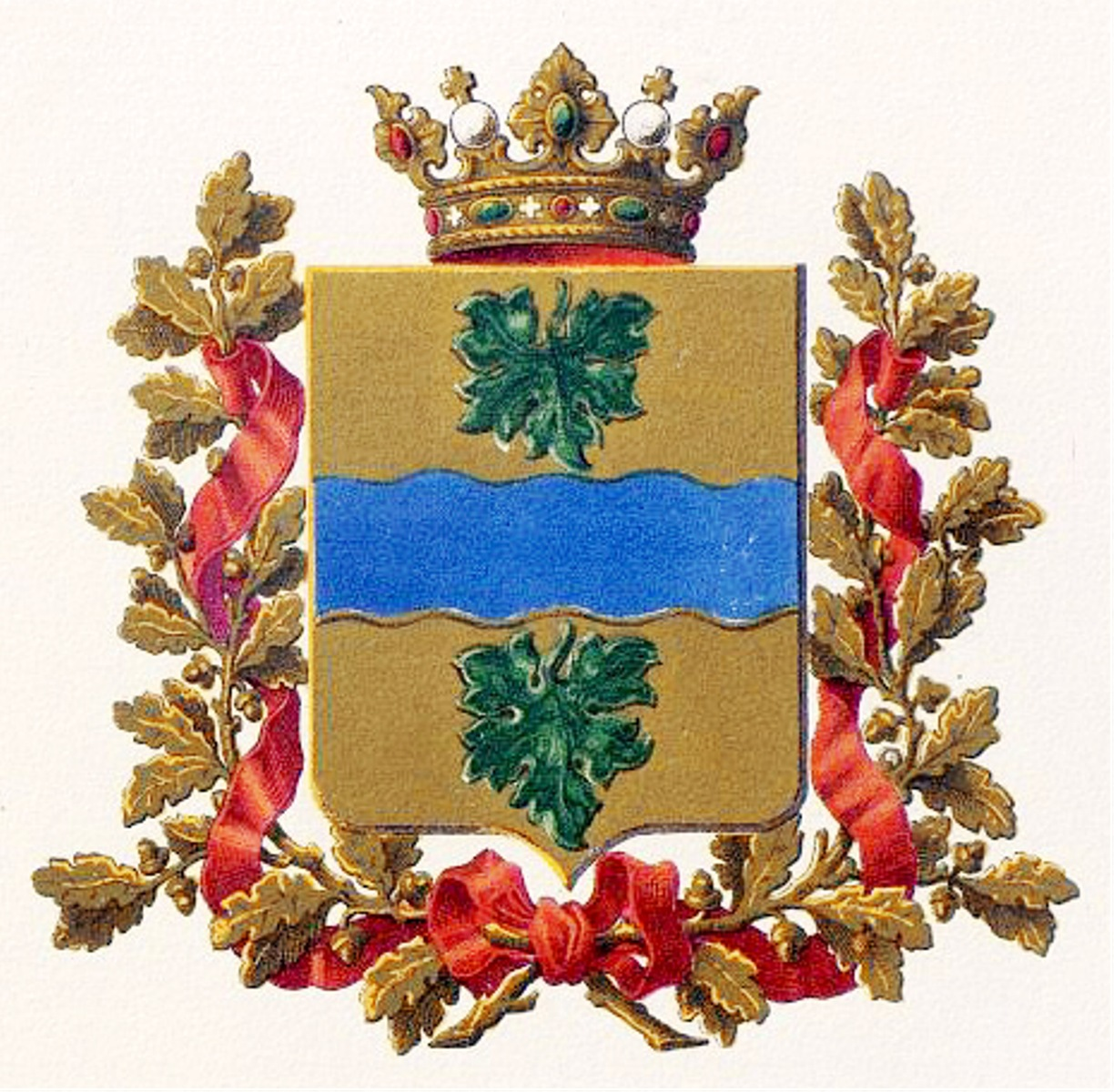
Рисунок герба области из изд. МВД, 1880
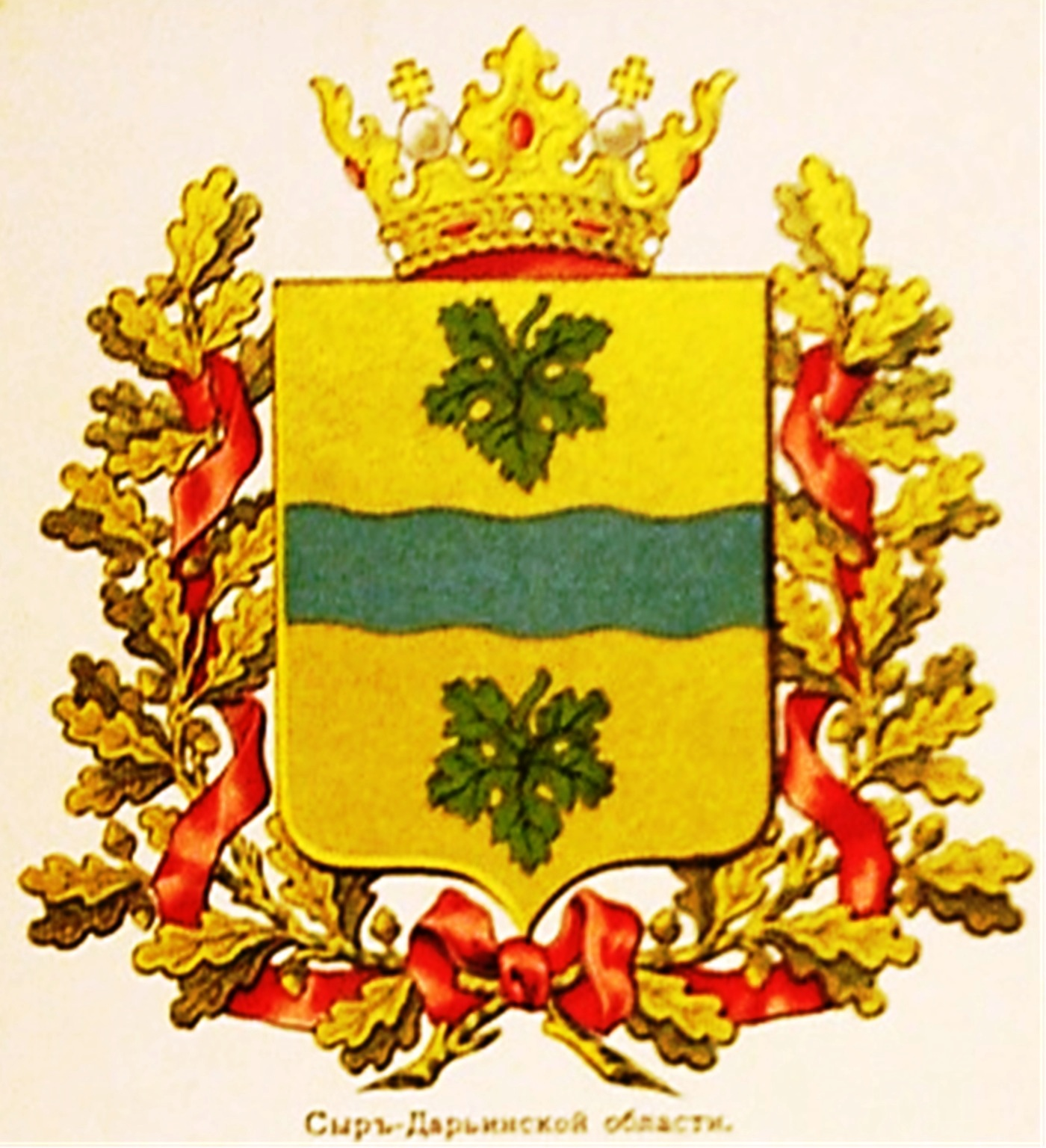
Рисунок герба области из изд.  Сукачова, 1878
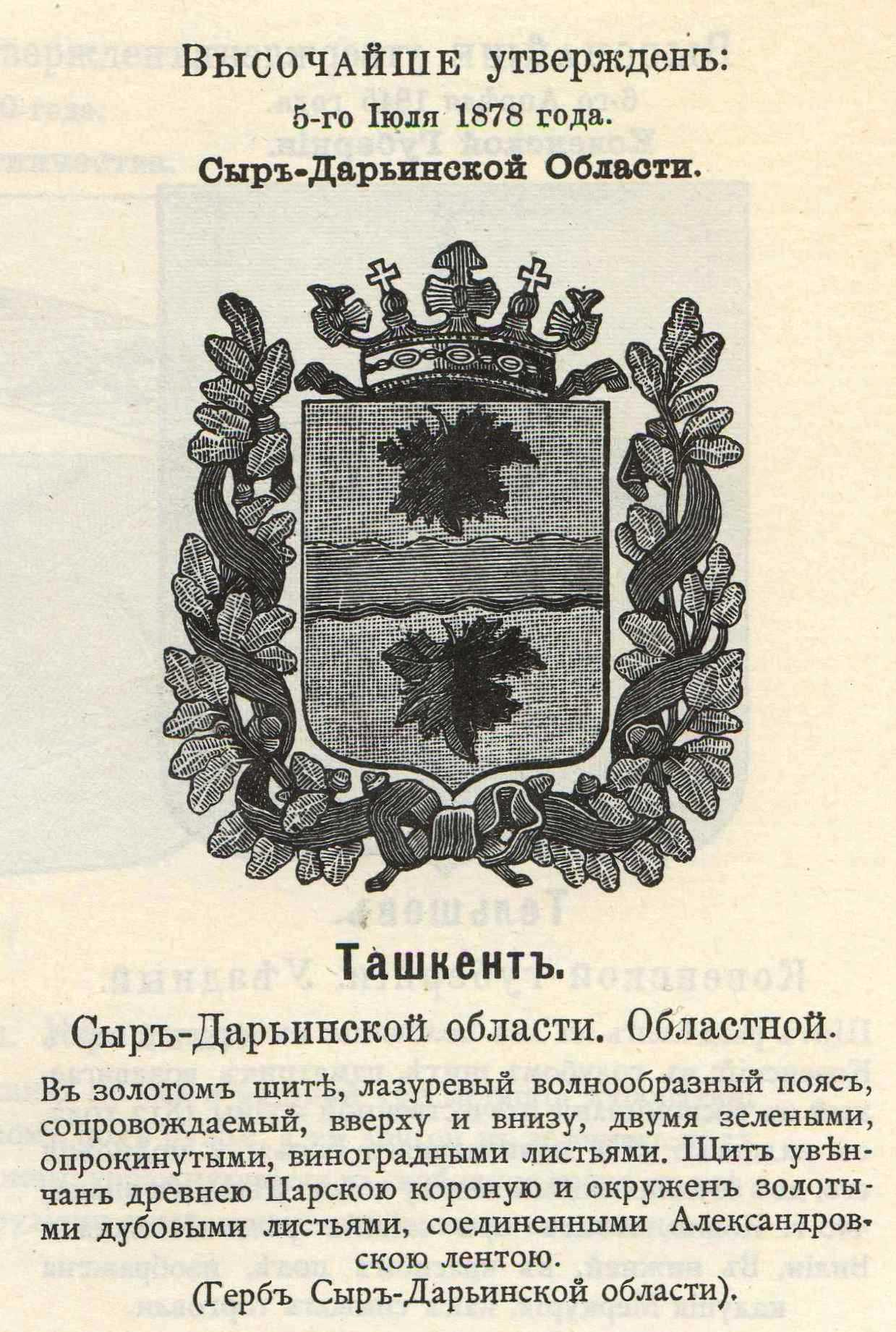
Герб центра области города Ташкента (П. Винклер, 1899)

## Население
По данным переписи 1897 года в области было 1 478 398 жителей (803 411 мужчин и 674 987 женщин), в том числе в городах 205 596. За исключением областного города Ташкента, имеющего 155 673 жителей (самый населённый город русской Средней Азии), в Сыр-Дарьинской области крупных городов нет.
Распределение населения по языку в 1897 году (определение языков соответственно лингвистике XIX века):
| Округ               | киргиз-кайсаки | сарты  | узбеки | каракалпаки | русские | украинцы | таджики | прочие тюрки |
| ------------------- | -------------- | ------ | ------ | ----------- | ------- | -------- | ------- | ------------ |
| Область в целом     | 64,4 %         | 9,7 %  | 4,3 %  | 6,3 %       | 2,1 %   | 1,0 %    | …       | 10,7 %       |
| Аулиеатинский       | 90,9 %         | …      | 3,0 %  | …           | 1,8 %   | 2,0 %    | …       | 1,0 %        |
| Казалинский         | 96,6 %         | …      | …      | …           | 2,0 %   | …        | …       | …            |
| Перовский           | 97,4 %         | 1,0 %  | …      | …           | …       | …        | …       | …            |
| Ташкентский         | 36,3 %         | 24,2 % | …      | …           | 4,0 %   | 1,0 %    | 1,0 %   | 31,8 %       |
| Чимкентский         | 78,8 %         | 11,2 % | 7,2 %  | …           | …       | 1,4 %    | …       | …            |
| Амударьинский отдел | 24,2 %         | …      | 17,7 % | 48,0 %      | 1,6 %   | …        | …       | 7,0 %        |

| Округ                        | Киргиз-кайсацкий (сов. Казахский язык) | Тюркские наречия без распределения (в разных территориях в графу включалось разное население, использовавшее неклассифицированные диалекты и языки) | Сартский (диалект совр. Узбекского языка). | Кара-калпакский | Узбекский (диалект совр. Узбекского языка). | Великорусский (диалекты совр. Русского языка) | Малорусский (диалекты совр. Украинского языка) | Таджикский | Татарский (часть диалектов совр. Татарского языка) |
| ---------------------------- | -------------------------------------- | --- | ------------------------------------------ | --------------- | ------------------------------------------- | --------------------------------------------- | ---------------------------------------------- | ---------- | -------------------------------------------------- |
| Область в целом              | 952 061                                | 158 675 | 144 275                                    | 93 215          | 64 235                                      | 31 900                                        | 12 853                                         | 5 557      | 5 257                                              |
| Города                       | 10 038                                 | 116 627 | 23 446                                     | 45              | 17 533                                      | 22 258                                        | 3 493                                          | 1 081      | 4 416                                              |
| Уезды без городов            | 942 023                                | 42 048 | 120 829                                    | 93 170          | 46 702                                      | 9 642                                         | 9 360                                          | 4 476      | 841                                                |
| Ташкентский уезд весь        | 163 105                                | 142 630 | 108 765                                    | 11              | 511                                         | 17 510                                        | 2 921                                          | 4 531      | 2 616                                              |
| г. Ташкент                   | 1 911                                  | 116 604 | 11 749                                     | 0               | 61                                          | 14 993                                        | 2 600                                          | 339        | 2 313                                              |
| Ташкентский уезд без городов | 161 194                                | 26 026 | 97 016                                     | 11              | 450                                         | 2 517                                         | 321                                            | 4 192      | 303                                                |
| Аулиеатинский уезд весь      | 250 988                                | 2 313 | 1 460                                      | 2               | 8 474                                       | 5 129                                         | 5 339                                          | 379        | 630                                                |
| г. Аулие-Ата                 | 589                                    | 18 | 386                                        | 0               | 8 460                                       | 1 055                                         | 291                                            | 379        | 266                                                |
| Казалинский уезд весь        | 135 850                                | 2 | 487                                        | 0               | 47                                          | 2 821                                         | 95                                             | 353        | 659                                                |
| г. Казалинский               | 3 358                                  | 2 | 487                                        | 0               | 42                                          | 2 517                                         | 93                                             | 352        | 627                                                |
| Петровский уезд весь         | 130 269                                | 3 | 1 450                                      | 9               | 4                                           | 1 048                                         | 117                                            | 2          | 517                                                |
| г. Петровск                  | 2 253                                  | 0 | 1 384                                      | 6               | 4                                           | 694                                           | 48                                             | 0          | 434                                                |
| Чимкентский уезд весь        | 224 704                                | 0 | 32 043                                     | 40              | 20 709                                      | 2 236                                         | 4 198                                          | 0          | 646                                                |
| г. Чимкент                   | 451                                    | 0 | 9 468                                      | 0               | 9                                           | 637                                           | 196                                            | 0          | 120                                                |
| г. Туркестан                 | 1 415                                  | 0 | 15                                         | 0               | 8 918                                       | 230                                           | 82                                             | 0          | 513                                                |
| Амударьинский отдел          | 47 145                                 | 13 727 | 70                                         | 93 153          | 34 490                                      | 3 156                                         | 183                                            | 292        | 189                                                |
| г. Петро — Александровск     | 61                                     | 3 | 9                                          | 19              | 39                                          | 2 132                                         | 189                                            | 11         | 143                                                |

За исключением русских — православных и отчасти староверов и других европейцев-христиан и евреев, главная масса населения (96,4 %) состоит из мусульман.